# Antipalestinismo
Anti-palestinianismo, anti-palestinismo, também chamado de racismo antipalestino, refere-se ao preconceito, à hostilidade coletiva e à discriminação sistemática dirigidos ao povo palestino. O fenômeno pode ter diferentes motivações e manifestações, variando de contextos políticos a culturais. Desde meados do século XX, o antipalestinismo tem se sobreposto ao racismo antiárabe e à islamofobia, uma vez que a maioria dos palestinos é árabe e muçulmana. Historicamente, o antipalestinismo foi intimamente associado ao antissemitismo europeu [en], com setores da extrema-direita associando os judeus a uma origem exótica e indesejável, identificando-os como "estrangeiros vindos da Palestina", dentro de uma lógica antissemita de rejeição à presença judaica.
No contexto contemporâneo, o antipalestinismo, entendido como xenofobia, negação de direitos e marginalização, é mais frequente em países como Israel, nos Estados Unidos, no Líbano, na Alemanha, entre outros. O racismo antipalestino se expressa de diversas formas, por exemplo, na negação de direitos humanos básicos, na recusa em reconhecer a dignidade e o valor igualitário dos palestinos, na defesa de atos de violência contra essa população e na rejeição do reconhecimento dos palestinos como um povo com identidade coletiva própria. A professora e escritora paquistanesa Sunaina Maira, ao citar o especialista em estudos islâmicos Shahzad Bashir, observa que um dos aspectos recorrentes do antipalestinismo é o pânico moral criado em torno da suposta "radicalização" de jovens muçulmanos e árabes americanos [en], frequentemente acusados de antissemitismo apenas por expressarem críticas às políticas do Estado de Israel. O pesquisador Moustafa Bayoumi destaca que o antipalestinismo antecede historicamente a onda moderna de islamofobia e, em muitos casos, ajudou a moldar os discursos que a sustentam.